# مايكل ماكلهاتون
مايكل ماكلهاتون (بالإنجليزية: Michael McElhatton)‏ هو كاتب وكاتب سيناريو وممثل أيرلندي، ولد في 12 سبتمبر 1963 بدبلن في جمهورية أيرلندا.

## أعمال

### أفلام
- (2011) ألبرت نوببس[5]
- (2016) نورم من الشمال[6][7]
- (2017) الأجنبي
- (2017) فرقة العدالة[8][9][10]
- (2019) تشيرنوبيل

### مسلسلات
- السقوط
- العبقري
- تشيرنوبيل
- صراع العروش

## وصلات خارجية
- مايكل ماكلهاتون على موقع IMDb (الإنجليزية)
- مايكل ماكلهاتون على موقع قاعدة بيانات الأفلام العربية
- مايكل ماكلهاتون على موقع ألو سيني (الفرنسية)
- مايكل ماكلهاتون على موقع أول موفي (الإنجليزية)
- مايكل ماكلهاتون على موقع قاعدة بيانات الأفلام السويدية (السويدية)
- مايكل ماكلهاتون على موقع قاعدة بيانات الفيلم (الإنجليزية)
- مايكل ماكلهاتون على موقع كينوبويسك (الروسية)